# 无为寺塔
25°08′44″N 115°23′07″E / 25.14556°N 115.38528°E
无为寺塔位于中国江西省赣州市安远县革命烈士陵园旁，2006年作为赣州佛塔之一被列为第六批全国重点文物保护单位。
无为寺塔建于北宋绍圣四年（1097年），砖构，六角九级，穿壁绕平座式，高61.5米（含塔刹）。